# Enric Madriguera
Enric Madriguera Rodon (Barcelona, 17 de febrero de 1902-Danbury, Connecticut; 7 de septiembre de 1973), fue un violinista, compositor y director de orquesta español.
A juicio de Willy Lizarraga:

Los cuarenta (...) son los años decisivos del Latin jazz. Los músicos "latinos" se abren camino con sus propias agrupaciones musicales en los clubes más importantes de Nueva York, como la orquesta de Xavier Cugat, o la de Eric Madriguera.
Willy Lizarraga.

Como compositor, su obra más conocida es probablemente la canción  «Adiós», de 1931, con letra de Eddie Woods, que también sería interpretada por Glenn Miller y Tete Montoliu, entre otros.